# Revon Yousif
Revon Yousif ist ein US-amerikanischer Theater- und Filmschauspieler.

## Leben
Yousif wuchs mit Englisch und Chaldean als Muttersprachen bilingual auf. Daneben besitzt er Grundkenntnisse in Französisch und Spanisch. Von 2009 bis 2011 studierte er Psychologie an der Macomb Community College. Von 2012 bis 2014 machte er seinen Bachelor in Kommunikation an der Oakland University. Ersten Schauspielunterricht erhielt er am Michigan Actor’s Studio in Detroit. Seit 2021 macht er seinen Master of Fine Arts in Schauspiel an der Columbia University.
Im März 2017 zog Yousif nach Chicago und nahm dort an weiteren Schauspielkursen teil. Er wirkte an Bühnenstücken des Broken Nose Theatre und des Promethean Theatre Ensembles mit. Es folgte eine Nominierung für den Jeff Award als bestes Ensemble. 2012 feierte er sein Fernsehschauspieldebüt in einer Episode der Fernsehserie Lee Martin’s The Midnight Hour. In den nächsten Jahren folgten Darstellungen von Nebencharakteren in den Spielfilmen My Boo, Good News und 2101. 2014 wirkte er außerdem in dem Katastrophenfilm Eiszeitalter – The Age of Ice in der Rolle des Lieutenant Majali mit. 2015 war er in einer Reihe von Kurzfilmen zu sehen, ehe 2017 eine Episodenrolle in der Fernsehserie Empire folgte.

## Filmografie (Auswahl)
- 2012: Lee Martin’s The Midnight Hour (Fernsehserie, Episode 5x05)
- 2013: My Boo
- 2013: Good News
- 2014: 2101
- 2014: Eiszeitalter – The Age of Ice (Age of Ice)
- 2015: Fiskere (Kurzfilm)
- 2015: We Have Reservations (Kurzfilm)
- 2015: Amnesia (Kurzfilm)
- 2015: The Silent Silver Screen (Kurzfilm)
- 2017: Empire (Fernsehserie, Episode 3x15)
- 2019: Obstacle Course (Kurzfilm)